# Whiting Motor Car Company

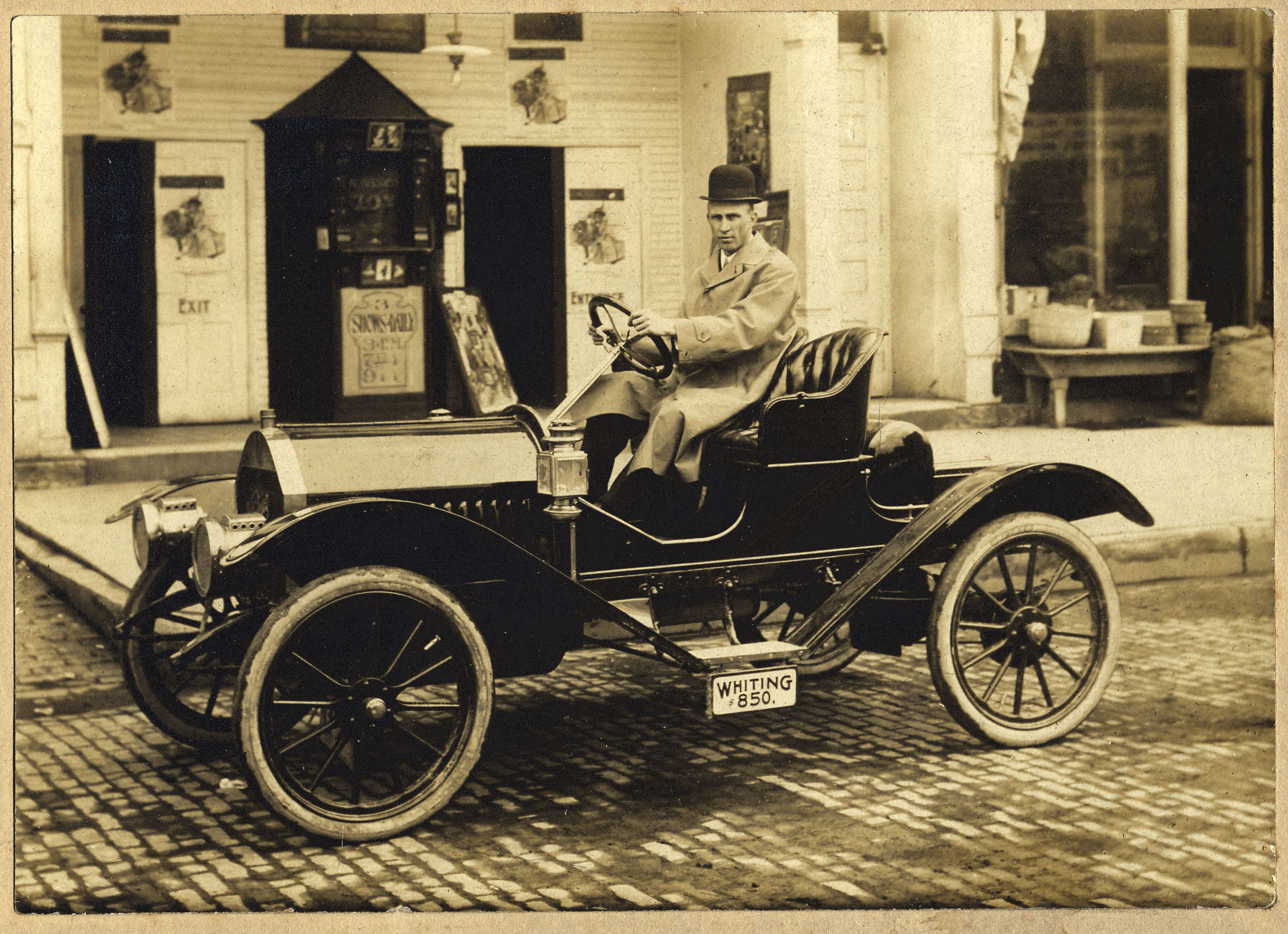
Whiting Model A von 1910 oder 1911

Whiting Motor Car Company war ein US-amerikanischer Hersteller von Automobilen.

## Unternehmensgeschichte
Das Unternehmen wurde 1910 in Flint in Michigan gegründet. Es gehörte zum Kutschenhersteller Flint Wagon Works. James H. Whiting wurde Präsident. Im gleichen Jahr begann die Produktion von Automobilen. Der Markenname lautete Whiting.
Ende 1911 übernahm William Durant Flint Wagon Works. Daraufhin endete 1912 die Whiting-Produktion. Die Little Motor Car Company nutzte später das Werk.

## Fahrzeuge
Alle Fahrzeuge hatten einen Vierzylindermotor, ein gewöhnliches Getriebe und Kardanantrieb zur Hinterachse.
1910 hatte das Model A einen Motor mit 20 PS Leistung. Das Fahrgestell hatte 229 cm Radstand. Der Aufbau war ein Roadster. Das Model C hatte einen 40-PS-Motor, 279 cm Radstand und einen Aufbau als offener Tourenwagen.
1911 erhielt das Model A einen stärkeren Motor mit 30 PS Leistung. Das neue Model E hatte einen Motor mit 20 PS, einen Radstand von 229 cm und war als Coupé karosseriert. Das Model C entsprach dem Vorjahresmodell, abgesehen von einem längeren Radstand von 295 cm. Das Model G war bis auf die Karosserie als Tourenwagen mit vier Türen identisch.
1912 beschränkte sich das Sortiment auf das Model 22. Dies war ein Hinweis auf die Motorleistung. Der Radstand betrug 229 cm. Einzige angebotene Karosserieform war ein Roadster.

## Modellübersicht
| Jahr | Modell   | Zylinder | Leistung (PS) | Radstand (cm) | Aufbau              |
| ---- | -------- | -------- | ------------- | ------------- | ------------------- |
| 1910 | Model A  | 4        | 20            | 229           | Roadster            |
| 1910 | Model C  | 4        | 40            | 279           | Tourenwagen         |
| 1911 | Model A  | 4        | 30            | 229           | Roadster            |
| 1911 | Model C  | 4        | 40            | 295           | Tourenwagen         |
| 1911 | Model E  | 4        | 20            | 229           | Coupé               |
| 1911 | Model G  | 4        | 40            | 295           | Tourenwagen 4-türig |
| 1912 | Model 22 | 4        | 22            | 229           | Roadster            |